# Dolichoderus siggii
Dolichoderus siggii är en myrart som beskrevs av Auguste-Henri Forel 1895. Dolichoderus siggii ingår i släktet Dolichoderus och familjen myror. Inga underarter finns listade i Catalogue of Life.